# 蘇珊·彼特森
蘇珊·彼特森（挪威語：Suzann Pettersen，1981年4月7日—）是挪威職業女子高爾夫球選手，2001年開始轉職業選手，目前主要是在LPGA巡迴賽，但她同時也是歐洲女子巡迴賽的成員；她多次世界排名達到第二名，目前與世界排名第一的朴仁妃積分差距不多。